# Microdebilissa minuta
Microdebilissa minuta là một loài bọ cánh cứng trong họ Cerambycidae.